# Blossom
För andra betydelser, se Blossom (olika betydelser).
Blossom är en amerikansk situationskomedi TV-serie som sändes på NBC mellan 1990 och 1995 (5 säsonger, 114 avsnitt). Serien skapades av Don Reo.

## Handling
Serien handlar om tonåringen Ruby Blossom Russo och hennes familj, som består av fadern Nick och bröderna Tony och Joey. När serien börjar har modern precis lämnat familjen för att satsa på sin karriär och övriga familjemedlemmar försöker vänja sig vid livet utan henne.
Ytterligare en viktig person i Blossoms liv är hennes bästa vän Six Dorothy LeMeure.

## Roller i urval
- Mayim Bialik – Blossom Russo
- Joey Lawrence – Joey Russo
- Jenna von Oÿ – Six LeMeure
- Ted Wass – Nick Russo
- Michael Stoyanov – Anthony Russo
- Barnard Hughes – Buzz Richman
- David Lascher – Vinnie Bonitardi

## Visningar i Sverige
Serien har sänts i svensk TV i flera omgångar.